# Keramisk metallhalogen

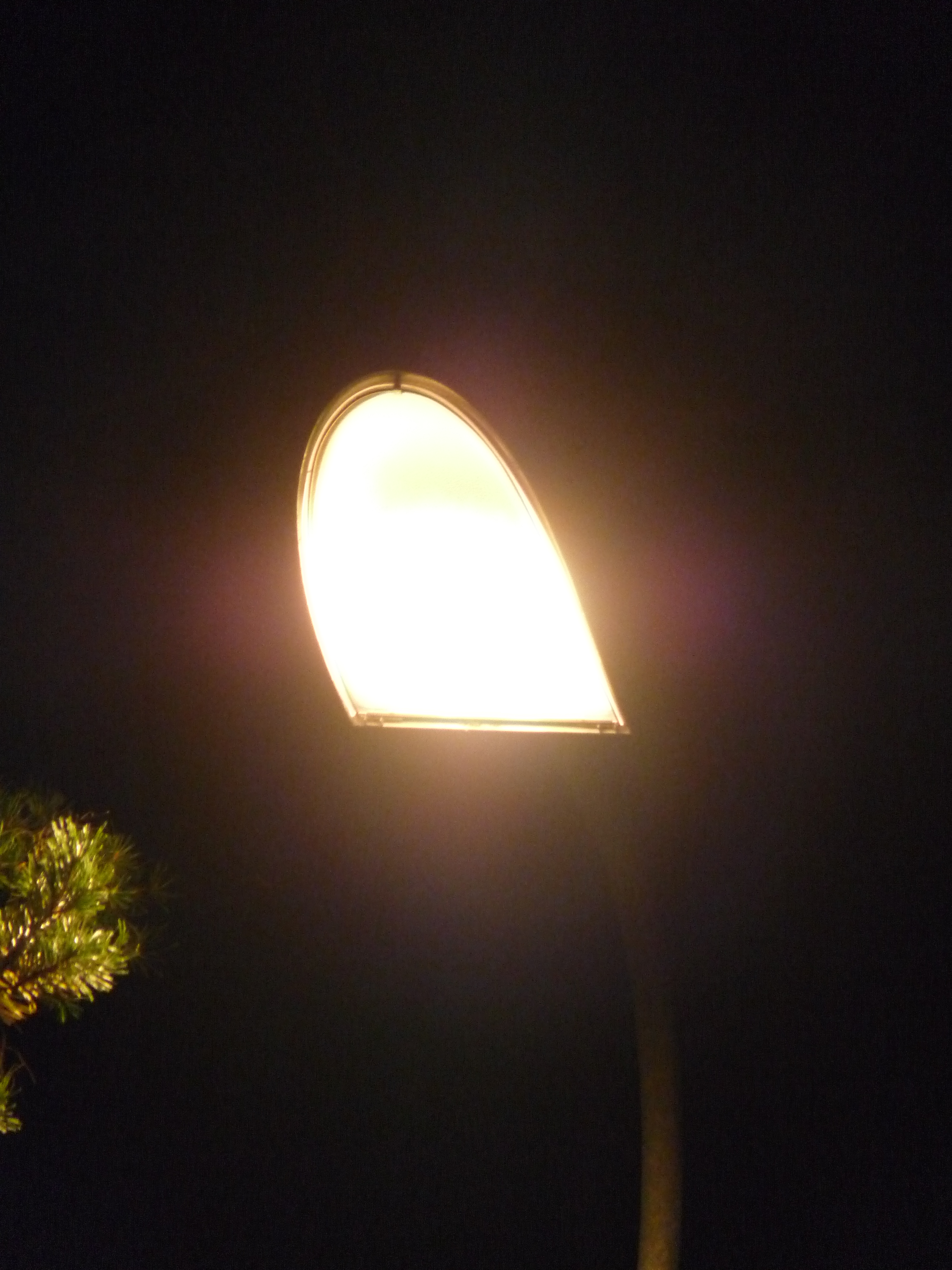

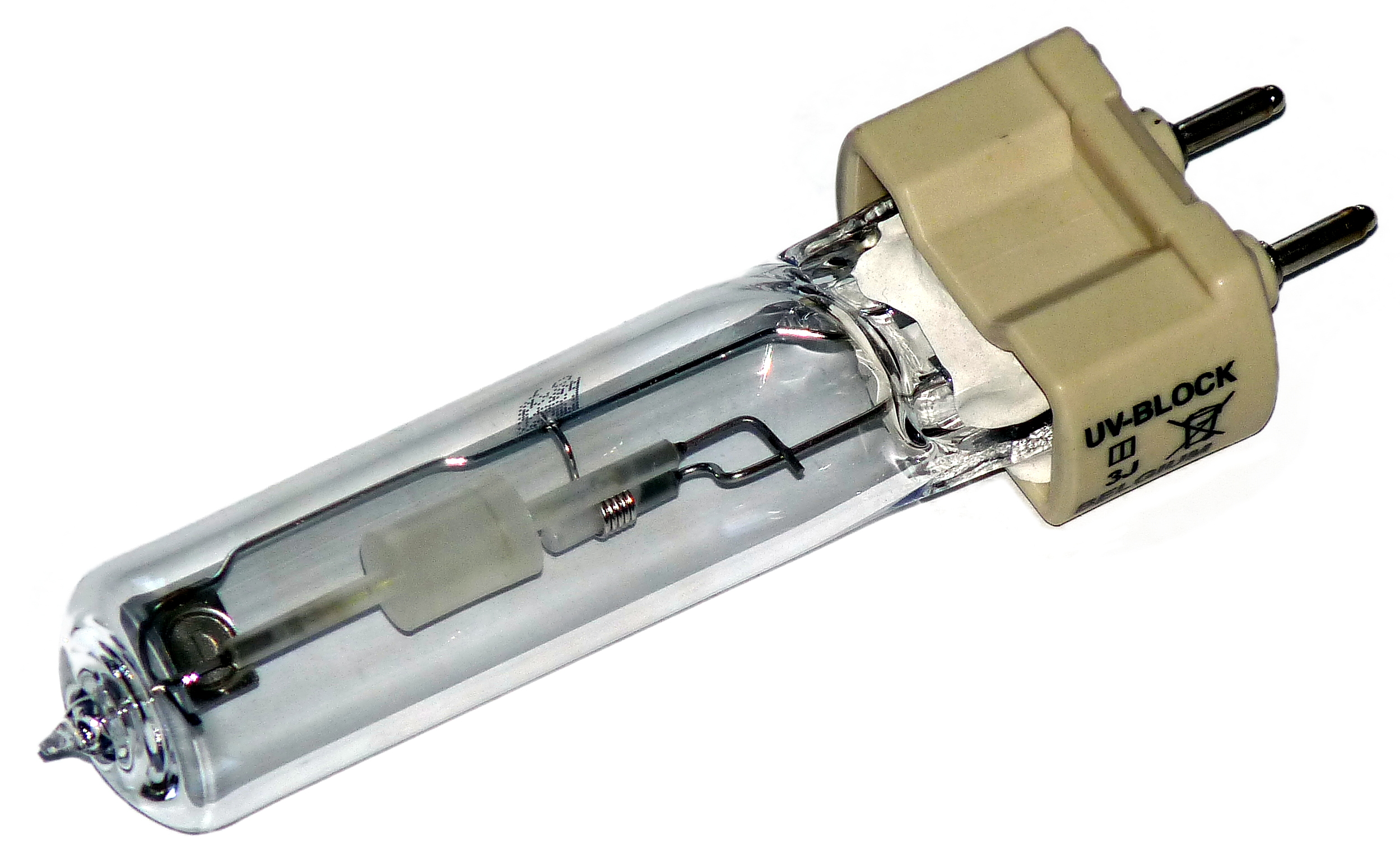
G12 CDM-lampa

Keramisk metallhalogen, CDM-lampa (Ceramic Discharge Metal-halide), är en relativt ny ljuskälla som är en energieffektivare variant av den klassiska kvicksilverlampan. Urladdningen sker i ett keramiskt rör. Under driften kan temperaturen på ljusbågsröret överstiga 1 000 °C.  Ljusbågsröret innehåller kvicksilver, argon och metallhalogensalter. På grund av den höga temperaturen är dessa salter delvis i gasform. I detta heta plasma delas salterna upp i metallatomer och jod. Metallatomerna är huvudkällan till ljuset i dessa lampor. 
Resultatet blir ett blåaktigt ljus som ligger nära dagsljusets, med färgåtergivningsindex upp till Ra 96. Den exakta färgtemperaturen och färgåtergivningsförmågan är dock beroende av hur man mixar metallhalogensalterna så även varmvita alternativ finns. De CDM-lampor som har börjat användas som färgförbättrad belysning vid övergångsställen, på gångbanor och i växande utsträckning som gatubelysning i Stockholm med förorter, samt på flera ställen i landet, är mer varmvit (2 720 — 2 880 °K) och glödlampsliknande och har betydligt bättre färgåtergivning än kvicksilverlampor och natriumlampor. 
Till skillnad mot de flesta andra gasurladdningslampor, som brukar ändra färg med åldern, ska CDM-lampan under sin livstid behålla sin ursprungliga ljusfärg. 
CDM-lampor ger minst ca fem gånger mer ljus än motsvarande glödlampa (80 — 117 lm/W).  De är också betydligt mer energieffektiva än de gamla kvicksilverlamporna, vilka snart kommer att förbjudas i EU på grund av sin låga verkningsgrad och dåliga färgåtergivning. Om man samtidigt passar på att byta till effektivare armaturer för gatubelysning kan man spara 50-70% energi.
Exempel på användningsområden, förutom som gatubelysning, kan vara vid film- & TV-inspelning, fotografering, butiks- & fasadbelysning. 
Glimtändaren för keramiska metallhalogenlampor (den del som skickar elektricitet till driftdonet för att starta ljusbågen) har andra specifikationer än en vanlig HQI-lampa (Hydrargyrum Quartz Iodide, kvicksilver-kvarts-jodid). Om man byter glimtändaren (vanligen en i vit plast- eller aluminiuminkapslad del av armaturen) mot fel sorts glimtändare kommer tändningen inte att fungera. 